# Arbeitsschutzgesetz
L'Arbeitsschutzgesetz (tedesco: "Legge sulla tutela del lavoro") è una legge tedesca per il recepimento delle direttive dell'Unione europea in materia di sicurezza sul lavoro.
Il suo titolo completo recita: Gesetz über die Durchführung von Maßnahmen des Arbeitsschutzes zur Verbesserung der Sicherheit und des Gesundheitsschutzes der Beschäftigten bei der Arbeit, ossia "Legge sull'attuazione delle misure di tutela del lavoro per il miglioramento della sicurezza e della tutela della salute dei dipendenti nell'ambito del lavoro".
Obiettivo della legge è di garantire e migliorare la salute di tutti i dipendenti – compresi quelli della pubblica amministrazione – attraverso misure di tutela del lavoro ( art. 1.).

## Contenuti essenziali
Innovazione essenziale introdotta dalla legge è stata la valutazione dei rischi (Gefährdungsbeurteilung) ( art. 5.). Si tratta di una "valutazione delle condizioni di lavoro" e non di una valutazione della resilienza dei singoli dipendenti. Accanto ai rischi di tipo classico come gli "effetti fisici, chimici e biologici" sono da valutare anche i rischi che derivano dalla "organizzazione dei processi di lavoro e di produzione, dei cicli di lavorazione e della loro cooperazione" e dalla "insufficiente qualificazione e formazione degli addetti" ( art. 5.).
È da verificare l'efficacia delle misure di prevenzione derivanti dalla valutazione dei rischi delle condizioni di lavoro ( art. 3.). Poiché la legge sulla tutela del lavoro si concentra sulle condizioni di lavoro e non sui dipendenti individuali, ne consegue che per le misure di prevenzione i pericoli sono da combattere alla fonte e che le misure di tutela individuali sono secondarie rispetto ad altre misure ( art. 4.). La documentazione è necessaria ( art. 6.).
Il datore di lavoro deve inoltre provvedere ad una regolare formazione dei suoi dipendenti ( art. 12.).
Il datore di lavoro può affidare compiti e obblighi ai dipendenti idonei ( art. 7,  art. 13.), ma rimane in ogni caso obbligato a controllare l'adempimento dei compiti affidati.
I dipendenti devono da parte loro rispettare le indicazioni del datore di lavoro e avere cura che dalla loro attività non derivino pericoli ad altre persone ( art. 15.). Sono inoltre obbligati a segnalare al datore di lavoro carenze rilevate che possano avere effetti su sicurezza e salute ( art. 16.).

## Prescrizioni
L' art. 17. e l' art. 18. della legge sulla tutela del lavoro costituiscono il fondamento della delega per l'emanazione di regolamenti legislativi nel campo della sicurezza e della salute sul lavoro. In base a questa delega sono stati finora emanati i seguenti regolamenti:
- Regolamento sui luoghi di lavoro (Arbeitsstättenverordnung)
- Regolamento sui cantieri (Baustellenverordnung)
- Regolamento sulla sicurezza di funzionamento (Betriebsicherheitsverordnung)
- Regolamento sul lavoro davanti agli schermi (Bildschirmarbeitsverordnung)
- Regolamento sulla tutela del lavoro in presenza di rumori e vibrazioni (Lärm- und Vibrations-Arbeitsschutzverordnung)
- Regolamento sull'utilizzo dei carichi (Lastenhandhabungsverordnung)
- Regolamento sull'utilizzo dei DPI[4] (PSA-Benutzungsverordnung).

## Cogestione
In Germania la legge sulla tutela del lavoro tocca importanti disposizioni della "Legge sullo statuto aziendale" (Betriebsverfassungsgesetz). Ne consegue nelle aziende con i consigli di fabbrica (Betriebsräten) un obbligo di controllo e di cogestione (Mitbestimmung) di queste rappresentanze dei dipendenti. Il modo in cui in casi concreti si devono applicare le valutazioni dei rischi, le misure di prevenzione, i controlli di efficacia e l'obbligo di documentazione può essere regolato con accordi aziendali (Betriebsvereinbarungen). Questo dà alle aziende e ai consigli di fabbrica nuove possibilità nella pianificazione del lavoro. Ad esempio un consiglio di fabbrica per i dipendenti nell'amministrazione e nel campo informatico può fare in modo che le pianificazioni dei progetti contengano valutazioni dei rischi per la comcentrazione ed il carico di lavoro, per ottenere una prevenzione delle patologie psichiche e psicosomatiche. Utile è anche l'obbligo del datore di lavoro per la documentazione e i controlli di efficacia delle misure di prevenzione. Con adeguati accordi aziendali si può ora fare in modo che questo obbligo sia adempiuto nelle concrete pianificazioni dei progetti.